# Loin de la maison
Pour plus de détails, voir Fiche technique et Distribution.
Loin de la maison ou Les compagnons d'aventure ou Loin de la maison : Angus et son Labrador au Québec (Far from Home: The Adventures of Yellow Dog) est un film d'aventure américain réalisé par Phillip Borsos et sorti en 1995.
Le film suit Angus McCormick, un adolescent de quinze ans, qui trouve et adopte un labrador retriever et l'appelle Yellow. Quelques jours plus tard, alors qu'ils voyagent en bateau le long de la côte de la Colombie-Britannique avec John McCormick, le père d'Angus, ils sont pris au piège par les eaux tumultueuses qui renversent leur bateau. John est sauvé par un hélicoptère, mais le jeune garçon et le chien se retrouvent bloqués sur la côte, en pleine nature canadienne. Les parents d'Angus font appel aux équipes de secours pour retrouver l'adolescent et son chien. Angus, éduqué par son père aux techniques de survie et assisté par son chien intelligent, tente d'attirer les sauveteurs et de survivre à travers la forêt, mais la faim, les températures glaciales, de violents orages et une meute de loups vont mettre à l'épreuve le courage et les compétences d'Angus et de Yellow pour survivre lors de leurs déplacements dans la forêt canadienne sauvage. 

## Synopsis
Angus McCormick est un adolescent de 15 ans qui vit dans une petite ville de la Colombie-Britannique, au Canada, avec ses parents et son frère Silas, âgé de 8 ans. Il a l'habitude d'apprendre les techniques de survie dans la nature de son père ou de passer du temps avec ses amis David et Sara. Un après-midi, alors qu'il ramasse du bois pour le chauffage près de la maison, Angus trouve un labrador retriever jaune égaré et supplie ses parents de le laisser le garder. Les parents d'Angus, John et Katherine McCormick, l'autorisent à garder le chien à condition qu'il prenne l'entière responsabilité de s'occuper de celui-ci, qu'il nomme Yellow.
Quelques jours plus tard, alors qu'Angus, son père et Yellow sont partis voyager pendant une semaine le long de la côte de la Colombie-Britannique, des eaux tumultueuses font chavirer leur bateau. John McCormick est sauvé par hélicoptère et transporté dans un hôpital pour des blessures mineures, mais Angus et Yellow se retrouvent rapidement coincés sur la côte, loin de la civilisation. Tandis que les parents d'Angus font appel sans relâche aux équipes de secours, le jeune garçon, formé par son père aux techniques de survie en pleine nature et assisté de l'intelligent Yellow, tente d'attirer les sauveteurs.
Angus installe un abri sur les côtes rocheuses avec son canot de sauvetage et plusieurs branches avant de parvenir à récupérer quelques fournitures dans le bateau chaviré de son père. Les seules fournitures dont il dispose sont une boîte d'allumettes, des hameçons et des agrès, ainsi qu'une boîte de biscuits que sa petite amie Sara a préparés pour lui. Angus attrape un poisson pour le manger et cueille des palourdes sur le rivage avec son chien Yellow. Mais après avoir passé neuf jours sur les côtes sans avoir été repéré par les équipes de secours et n'ayant plus que peu de nourriture pour subvenir à leurs besoins, Angus se rend compte que lui et Yellow doivent poursuivre leur chemin pour atteindre la civilisation par eux-mêmes. Le phare le plus proche étant situé à une trentaine de kilomètres au sud de la Colombie-Britannique, Angus décide de relever le défi et commence son périple à travers l’une des plus grandes régions sauvages du Canada.
Alors qu’ils passent une nuit froide et pluvieuse dans un abri improvisé, Angus et son Yellow se retrouvent attaqués par une meute de loups. Tandis que Yellow chasse un loup et se bat avec un deuxième, Angus se trouve confronté à un troisième loup. Il le repousse pendant un moment avant de ramper pour se mettre à l'abri, mais le loup se retourne et poursuit Angus à nouveau. Avant que le loup ne l'atteigne, Yellow apparaît et le chasse. Yellow emmène ensuite Angus, soulagé, en sécurité à travers la tempête de pluie.
Au cours des jours suivants, Angus a du mal à trouver de quoi se nourrir. En plus de la boîte de biscuits faits maison de Sara, Angus collecte des larves, des baies, des plantes comestibles sauvages et des racines à manger. Il attrape même une petite souris dans un piège improvisé et la partage avec Yellow, mais cela ne suffit pas pour calmer leur faim. Outre le manque de nourriture, d'autres dangers mettent à l'épreuve la capacité d'Angus et de Yellow à survivre dans la nature canadienne hostile. Les pluies torrentielles et les froides températures les épuisent jour et nuit, obligeant Angus à faire un feu pour se maintenir au chaud. Un jour, Angus glisse et tombe dans une falaise, cassant son poignet gauche. Plus tard dans la même journée, Angus se retrouve au bord d'un grand lac et repère le phare placé sur une colline de l'autre côté. Il construit un radeau avec des branches, des bûches et des bâtons et, avec l'aide de son chien, parvient à se diriger vers la rive opposée.
Angus et Yellow finissent par atteindre le phare, mais ils le trouvent désert et sans nourriture ni ravitaillement supplémentaire. Angus découvre ensuite un chemin forestier longeant une autre colline à plusieurs kilomètres de là et décide de s'y rendre dans l'espoir de trouver quelqu'un pour l'aider. Le lendemain, Yellow ramène un lièvre d'Amérique à Angus, qui le tue avec un bâton et le prépare pour le manger. Après un bon repas et après s'être reposés, Angus et Yellow continuent leur voyage mais se retrouvent face à une gorge étroite avec une rivière qui coule en dessous. Angus trouve un arbre tombé au sommet de la gorge et décide de le traverser, mais lui et Yellow découvrent bientôt que l'autre côté est bloqué par d'autres arbres tombés.
Juste au moment où Angus et Yellow commencent à perdre espoir, un avion passe au-dessus de leur tête et les repère sur l’arbre. Le pilote informe les équipes de secours de sa découverte et un hélicoptère de secours est envoyé pour récupérer le jeune garçon et le chien. Angus est soulagé lorsque l'hélicoptère arrive pour les sauver, lui et Yellow. L'un des membres du groupe de secours descend et parvient à attraper Angus, qui lui demande d'aller chercher son chien. L’homme promet de revenir chercher le chien, mais à son insu, Yellow attaque l’homme en lui mordant la jambe. Alors que Angus et le sauveteur sont remontés dans l'hélicoptère, Yellow est renversé accidentellement de l'arbre et tombe dans la gorge dans la rivière en contrebas. L’équipe promet à Angus de revenir chercher son chien, mais étant donné que les vents s’accélèrent, l’hélicoptère est obligé de décoller et de transporter Angus dans un hôpital voisin, laissant Yellow dans la nature. Ce dernier survit finalement à la chute et parvient à nager jusqu'au rivage avec seulement une jambe arrière blessée, mais il est laissé pour compte.
Après avoir retrouvé sa famille dans une joie et un soulagement généralisés, Angus est angoissé à l'idée que Yellow soit toujours dans la nature. Les équipes de secours passent les jours suivants à rechercher Yellow, mais ils ne trouvent trace du chien. En raison des problèmes budgétaires auxquels ils sont confrontés après plus de trois semaines de recherche, les équipes décident de suspendre les recherches. Angus culpabilise d'avoir perdu Yellow mais refuse de renoncer à l'espoir que son chien soit toujours en vie. Sa famille lui propose de l'aider à trouver Yellow, à mettre des affiches dans toute la ville et même se mettre à sa recherche dans différentes zones autour de leur propriété. Un après-midi, alors qu’elle rentrait de l’école pour aller à sa maison, Sara, la petite amie d’Angus, le réconforte un peu en l’embrassant. Plus tard dans la journée, Angus donne un dernier coup de sifflet à son chien et un Yellow épuisé apparaît au milieu du champ derrière la maison. Lui et sa famille se réjouissent tous du retour de Yellow, qui a finalement réussi à retrouver son chemin et à rentrer chez lui.

## Fiche technique
- Titre original : Far from Home: The Adventures of Yellow Dog
- Titre français : Loin de la maison ou Les compagnons d'aventure
- Titre québécois : Loin de la maison : Angus et son Labrador
- Réalisation : Phillip Borsos
- Scénario : Phillip Borsos et David M. Evans
- Photographie : James Gardner
- Décors : Marianne Kaplan et Peter Lando
- Montage : Sidney Wolinsky
- Musique : John Scott
- Production : Peter O'Brian
- Société de production : Arc Productions (effets spéciaux)
- Société de distribution : 20th Century Fox
- Pays d'origine :  États-Unis
- Langue originale : anglais
- Format : couleur
- Genre : aventure, familial
- Durée : 82 minutes
- Dates de sortie :
  - États-Unis : 13 janvier 1995
  - France : 1er mars 1995

## Distribution
- Jesse Bradford : Angus McCormick
- Bruce Davison : John McCormick
- Mimi Rogers : Katherine McCormick
- Tom Bower : John Gale
- Joel Palmer : Silas McCormick
- Margot Finley : Sara
- Josh Wannamaker : David Finlay
- Dakota : Yellow

## Tournage
Le tournage du film s'est déroulé du 13 septembre 1993 au 22 janvier 1994 en Colombie-Britannique au Canada, notamment sur l'île Mayne, au parc provincial de Coquihalla River, au parc provincial Golden Ears, dans la ville de Hope et au Pacific Rim National Park.
Il s'agit du dernier film réalisé par Phillip Borsos, celui-ci étant décédé d'une leucémie à l'âge de 41 ans un mois après la sortie du film aux États-Unis, le 13 février 1995. Il a été tourné autour de sa maison d’été sur l’île de Mayne. Basé sur son scénario, avec des personnages qui portent les noms de ses enfants, c’est son film le plus personnel. 
Le film été nommé pour le meilleur long métrage familial aux Young Artist Awards en 1995.
Lors de sa sortie en VHS en France, le film a aussi été édité sous le titre Compagnons d'aventure.